# 큰바다쇠오리
큰바다쇠오리(영어: great auk, 학명: Pinguinus impennis)는 바다새의 일종으로 북대서양과 북극해에 분포하고 있었다. 그러나 남획 때문에 1852년 에 멸종했다.

## 특징
몸길이 약 80 cm, 체중 5kg에 이르는 대형 바다새로, 배의 깃털은 희고, 머리 부분에서 등까지의 깃털은 윤기있는 흑색이었지만, 부리와 눈 사이에 크고 흰 반점이 1개 있었다. 또한 부리에는 7개 가량의 홈이 파여져 있었다. 날개는 짧았는데 길이 20 cm 정도로, 날 수 없었다. 다리는 검고 짧았다. 이 새는 낮게 까악까악 울었다고 한다.
뉴펀들랜드섬으로부터 그린란드, 아이슬란드, 아일랜드, 영국, 스칸디나비아반도 북해안까지의 북쪽 대서양 및 북극해에 분포해, 무리 생활을 했다. 바다 속에 잠수해 멸치, 오징어 등을 먹었다. 바닷속에서는 짧은 날개와 다리를 사용해 고속으로 헤엄칠 수 있었지만, 육상에서는 몸을 세워 마치 펭귄처럼 걸었다. 북극곰 이외에는 천적이 없었고, 인간에 대한 공포심도 없었다고 한다.
번식기는 6월 무렵으로, 크고 작은 섬의 절벽에 상륙해 1개의 알을 바위 위에 낳았다. 알은 황백색 바탕에 검은 점이나 줄무늬를 가졌는데, 직경 13센티미터, 무게 400그램짜리도 있는 큰 것이었다. 그것은 서양배 형태를 띠어 절벽으로부터 떨어지기 어려운 모양이었다. 알은 암수가 교대로 품어, 부화까지는 6주에서 7주가 걸렸다.

### 펭귄과의 관계
이 새는 외관도 동작도 펭귄을 닮았으나, 분류학적으로 연관성은 없다.
16세기부터 큰바다쇠오리를 ‘펭귄’이라고 부른 기록이 있으며, 칼 폰 린네가 Pinguinus라는 학명을 붙였다. 이후 유럽인 탐험가들이 남반구에서 비슷한 새를 발견하면서 남반구 새에 ‘펭귄’이란 이름이 붙었다.
‘펭귄’이라는 말의 어원에 대해서는 수렴된 의견이 없다. ‘흰 머리’란 뜻의 웨일스어 pen gwyn에서 왔다는 설과 ‘뚱뚱한’이란 뜻의 라틴어 pinguis에서 왔다는 설이 있다.

## 멸종

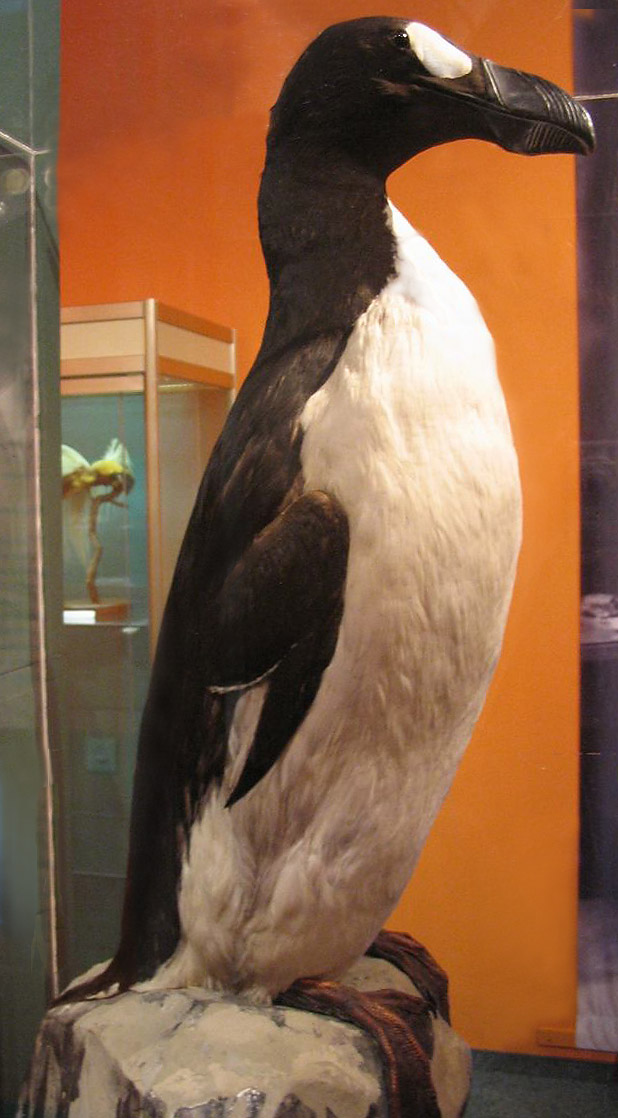
라이프치히 박물관의 표본

큰바다쇠오리는 고기나 알을 식용으로 쓰기 위해, 또는 깃털이나 지방(脂肪)을 채취하기 위해서 적어도 8세기 무렵부터 포획되었다. 소빙기(小氷期) 때문에 개체수 감소가 있었다고도 여겨지지만, 그 후의 대규모 남획에 의해서 수백만 마리였다고 여겨지는 큰바다쇠오리는 금세 수가 줄어들게 된다. 이 새는 인간에 대한 공포심이 없고, 오히려 호기심을 가지고 인간에게 접근해 와 살해당했다고 한다. 또, 1년에 1개밖에 산란하지 않아 번식력이 낮았던 것도 멸종으로 연결되었다고 여겨지고 있다.
1534년 프랑스의 탐험가 자크 카르티에의 탐험대가 뉴펀들랜드에 상륙한 이래 큰바다쇠오리는 탐험가들에 의해 많은 수가 사냥되었다. 사냥은 뉴펀들랜드뿐만 아니라 각지의 해안에서 무자비하게 이루어졌다. 1750년 무렵에는 북대서양에 거의 번식지가 남지 않게 되었지만, 그런데도 남획이 계속되었다.
1820년 무렵에 번식지는 아이슬란드 앞바다의 가이르풀라스케어섬에만 남게 되었다. 설상가상으로 1830년에 그 작은 섬이 분화(噴火)해 지진과 함께 바다에 가라앉았다. 이 재해에서 살아남은 50여 마리가 가까이의 엘데이(Eldey)라고 하는 암초로 옮겼다. 멸종 직전이었지만 오히려 표본에 희소가치가 붙어 수집가나 박물관에 고가(高價)로 팔리게 되어, 남은 큰바다쇠오리도 차례차례로 사냥되었다.
결국 1844년 6월 3일(또는 6월 4일)에, 엘데이섬에서 마지막으로 확인된 살아 있는 큰바다쇠오리는 포란(胞卵)중의 한 쌍이었지만, 발견과 동시에 발견자에게 박제로 만들어지기 위하여 살해당하고 알은 발견자가 발로 내리쳐 부수었다. 그러나 1852년 정말로 마지막 한 마리가 발견되었다가, 그 후에도 여러 차례의 목격 증언도 있었지만, 현재는 80개의 박제와 70개 남짓의 알 껍데기만이 남아 있다. 큰바다쇠오리는 동물에 대한 인간의 무심함과 생물 다양성의 중요성을 일깨워주고 있다.

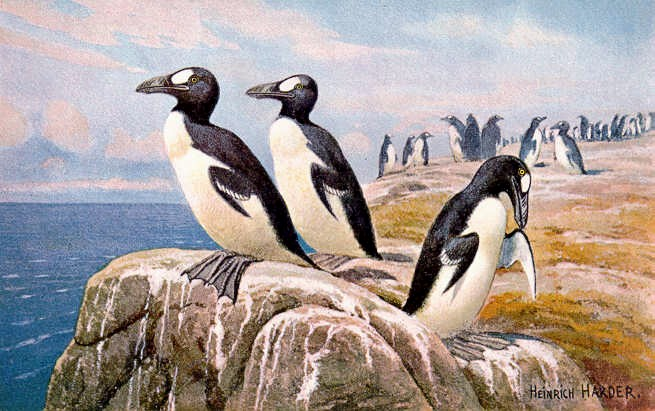
하인리히 하더의 그림 (1916)